# Chisworth
Chisworth – osada i civil parish w Anglii, w Derbyshire, w dystrykcie High Peak. W 2011 roku civil parish liczyła 229 mieszkańców. Chisworth jest wspomniana w Domesday Book (1086) jako Chiseuudre.